# Szörényi Andor
Dr. Szörényi Andor, eredeti 1931-ig használt családnevén Schiber Andor (Kúla, 1908. december 20. – Budapest, 1967. március 8.)  római katolikus pap, biblikus doktor.

## Élete
Német ajkú családja 1786-ban Ulm, Regensburg környékéről a török dúlás által kiüresedett területekre települt. A zombori majd a kalocsai jezsuita gimnáziumba járt és itt élte át, hogy a trianoni szerződés szülővárosát Jugoszláviához csatolta.
Zichy érsek a budapesti papnevelő intézetbe küldte és a Pázmány Péter Tudományegyetem Teológiai Karán elvégezte a teológiát.(1926-31)
1931-32 között Hajóson volt német káplán. Ezt követően Rómába került ahol biblikus licenciátust szerzett, majd elkészített és megvédte  doktori értekezését. 1936-tól Dunapatajon, majd ismét Hajóson volt káplán. 1939-től  a kalocsai érseki szeminárium tanára lett. 1939-ben cikket írt az Egyedül Vagyunk c. folyóiratban, amelynek címe: "Zsidó fajiság, zsidó lélek". A cíkk megjelenése következtében 1946-47 között internálásra került, de sikerült tisztáznia magát. 1950-től a kalocsai szeminárium rektora, majd 1951-től az éppen megalakuló Központi Papnevelő Intézet tanára lesz. Oktatási tevékenysége idején nagy érdeklődés jelentkezett mind biblikus és mind a profán tudományok felől, ugyanis erre az időszakra tehető a Holt-tengeri tekercsek (1947-1951) megtalálása. 1956-ban tagja volt a Papi Forradalmi Tanácsnak, amely támogatást és információt biztosított a hosszú elzárkóztatásban lévő – és egyesek szerint elavult gondolkodású – Mindszenty József hercegprímásnak. Ennek hatására a rádióban elhangzott beszéde a vártnál korszerűbb volt. 1959-ben a kar dékánjaként keményen fellépett a budapesti kispapok "OPUS PACI" lázadása ellen és elmarasztalta résztvevőket. Az ellenszegülő hallgatóknak (mintegy 14 kispap) távoznia kellett a szemináriumból. Kb 50 kispap szolidaritásból követte őket. Élete végen Rómában bevádolták haladó nézetei miatt, ezért több alkalommal védekezni kényszerült. Első meghallgatására már betegen (agyvérzés) érkezett. 1967. március 5-én meghalt édesanyja. 1967. március 17-én együtt temették őket a farkasréti temetőben.

## Művei
- Zsidó fajiság, zsidó lélek. Budapest., 1939.
- Bevezetés az ószövetséghez. Jegyzet. Szeged, 1948.
- Az Úr Jézus szenvedéstörténete. Jegyzet. Budapest, 1950.
- Adventi szentírási elmélkedések. Jegyzet. Budapest, 1950.
- Bevezetés az ÚSz-hez. Jegyzet. Budapest, 1953.
- Psalmen und Liturgie im alten Testament. Budapest, 1961.
- Bevezető az apostolok cselekedeteibe. Jegyzet. Budapest, 1963.
- A Biblia világa. Az ÚSz. Budapest, 1966.
- Das Buch Daniel. Leiden, 1966.
- Biblia világa Ecclesia, 1968.